# Benjamin Insfran
Benjamin Insfran (Porto Murtinho, 1972) é um voleibolista brasileiro praticante da modalidade de vôlei de praia que conquistou a medalha de bronze na edição do Campeonato Mundial de Vôlei de Praia de 2003 no Brasil, e finalizou no Circuito Mundial de 2003 na segunda posição. Também disputou a edição dos Jogos Olímpicos de Verão de 2004 na Grécia.

## Carreira
A trajetória de Benjamin como desportista iniciou quando atuava no voleibol de quadra (indoor),  a após sofrer sucessivas lesões decidiu migrar para o vôlei de praia no ano de 1996.Em 2002 foi vice-campeão do Circuito Mundial de Vôlei de Praia.
Atuando com seu parceiro Márcio Araújo disputou a edição do Campeonato Mundial de Vôlei de Praia de 2003, realizado no Rio de Janeiro, ocasião que conquistaram a medalha de bronze, ao final da temporada do Circuito Mundial de Vôlei de Praia deste ano finalizaram com vice-campeonato. 
E com Márcio disputou a edição dos Jogos Olímpicos de Verão de 2004, sediado na cidade de Atenas, e foram eliminados nas oitavas de final pela dupla de irmãos suíços Martin Laciga e Paul Laciga.
Foi premiado como atleta revelação do Circuito Brasileiro de Vôlei de Praia do ano de 1999, época que terminou na quarta posição do circuito brasileiro, conquistou  o título do Circuito Banco do Brasil em 2000 e  também no mesmo obteve os vice-campeonatos nos anos de 2002 e 2003. E ser eleito o melhor jogador do Brasil em 2000 e 2002, ano que também foi o melhor ataque e o melhor bloqueio e bronze na edição do ano de 2005.

## Títulos e resultados
- Circuito Brasileiro de Voleibol de Praia Open:2000[5]
- Circuito Brasileiro de Voleibol de Praia Open:2003[5]
- Circuito Brasileiro de Voleibol de Praia Open:2002[5]
- Circuito Brasileiro de Voleibol de Praia Open:2005[6]
- Circuito Brasileiro de Voleibol de Praia Open:1999[4]

## Premiações individuais
- MVP do Circuito Brasileiro de Vôlei de Praia Open de 2002[5]
- Melhor Bloqueio do Circuito Brasileiro de Vôlei de Praia Open de 2002[5]
- Melhor Ataque do Circuito Brasileiro de Vôlei de Praia Open de 2002[5]
- MVP do Circuito Brasileiro de Vôlei de Praia Open de 2000[5]
- Revelação do Circuito Brasileiro de Vôlei de Praia Open de 1999[5]